# Bashiqa
Bashiqa (kurd: Başîk; àrab: بعشيقة, Baʿxīqa; siríac: ܒܝܬ ܥܫܝܩܐ) és una ciutat del districte de Mossul, a la governació de Nínive del nord d'Iraq. El seu nom prové de les paraules del neoarameu asiri bet i ashiqa, que juntes signifiquen ‘Casa dels amants'. Els residents de Bashiqa són majoritàriament yazidis (que a Bashiqa i Bahzani parlen àrab) i xabaks, amb minories d'assiris i àrabs.
Bashiqa és coneguda per les seues oliveres, l'oli i el sabó. Així mateix, destaquen les creïlles, l'àrac i l'adob. Solia ser una destinació turística per als locals de Mossul i els iraquians en general.
Oficialment és territori iraquià però és controlada i reclamada pel Govern Regional del Kurdistan des de la caiguda de Saddam Hussein el 2003. D'acord amb l'article 140 de la Constitució d'Iraq, s'ha de celebrar un referèndum per determinar si continua sota control del govern kurd o passa al govern central de Bagdad.
El juny de 2014, Estat Islàmic va capturar la ciutat i li canvià el nom a Du'a. Els yazidis van fugir de la ciutat el mateix any, amenaçats pel grup terrorista. Entre octubre i novembre de 2016, durant la Batalla de Mossul, les forces kurdes peixmerga van emprendre una ofensiva per alliberar la ciutat. La ciutat va estar assetjada durant dues setmanes, amb al voltant de 100 o 200 militants d'EI encara dins. Els peixmerga van descendir des de tres fronts amb l'ajuda dels bombardejos de la coalició internacional, que van tenir un paper clau en l'assalt. El 7 de novembre la ciutat va ser totalment alliberada i els peixmerga controlaven totalment la ciutat.